# الامیناتا
الامیناتا (به لاتین: Alaminata) یک منطقهٔ مسکونی در گینه است که در Nzérékoré Region واقع شده‌است.